# Сулејман Ребац
Сулејман Ребац (29. март 1929 — 17. новембар 2006) био је југословенски и босанскохерцеговачки фудбалер и фудбалски тренер.
Играо је на позицији нападача. Фудбалску каријеру је започео у родном Мостару у ФК Вележу где је играо од 1947. до 1954, а потом прелази у Хајдук Сплит, с којим је освојио и првeнство 1955. године. За Хајдук је одиграо 168 утакмица и постигао равно 100 голова, од чега 33 у службеним утакмицама и 67 у пријатељским.
Ребац је био стрелац два гола против Динама 3. априла 1955. којег је Хајдук победио на Максимиру са 0:6. После Хајдука одлази у Сарајево где је и завршио играчку каријеру у којој је одиграо више од 1000 утакмица и постигао преко 620 погодака.
Наступио је једном за хрватску фудбалску репрезентацију у Загребу, против Индонезије (резултат 5:2), 12. септембра 1956. и постигао два поготка, а 11 пута је наступио за Б репрезентацију Југославије.
После играчке каријере посветио се тренерском послу, прво у родном Мостару, а потом и у Сарајеву. Био је члан селекторске комисије која је водила репрезентацију Југославије (1973/74).